# Бикташева, Людмила Марсовна
Людми́ла Ма́рсовна Бикта́шева (25 июля 1974, Каменск-Уральский) — российская легкоатлетка, бегунья на длинные дистанции. Выступала за сборную России в начале 1990-х — конце 2000-х годов, участница летних Олимпийских игр в Сиднее, бронзовая призёрка чемпионата Европы, многократная чемпионка страны. На соревнованиях представляла спортивное общество «Динамо» и Свердловскую область, мастер спорта международного класса.

## Биография
Людмила Бикташева родилась 25 июля 1974 года в городе Каменск-Уральский Свердловской области. Активно заниматься лёгкой атлетикой начала в возрасте четырнадцати лет, проходила подготовку на местном стадионе «Металлист» под руководством заслуженного тренера Фёдора Михайловича Архипова. Позже присоединилась к физкультурно-спортивному обществу «Динамо».
Впервые заявила о себе в 1993 году, выиграв в беге на 10 000 метров первенство России среди юниоров и получив бронзовую медаль юниорском чемпионате Европы в Сан-Себастьяне — тем самым выполнила норматив мастера спорта.
Первого серьёзного успеха на взрослом уровне добилась в сезоне 1997 года, когда на чемпионате России по бегу на шоссе в Щёлково одержала победу на дистанции 10 км. Год спустя на чемпионате России в Москве стала бронзовой призёркой на десяти тысячах метрах и затем выступила на чемпионате Европы в Будапеште, где в той же дисциплине закрыла десятку сильнейших. По итогам сезона удостоена почётного звания «Мастер спорта России международного класса». В 1999 году стартовала на чемпионате мира по полумарафону в Палермо, в личном зачёте заняла девятое место, тогда как в командном первенстве вместе с Валентиной Егоровой и Алиной Ивановой получила бронзу.
В 2000 году Бикташева завоевала бронзовую медаль в беге на десять тысяч метров на чемпионате России в Туле, пропустив вперёд только Галину Богомолову и Лидию Григорьеву. Благодаря удачному выступлению на всероссийском первенстве удостоилась права защищать честь страны на летних Олимпийских играх в Сиднее — с девятого места квалифицировалась на предварительном этапе, в то время как в решающем забеге финишировала тринадцатой.
После сиднейской Олимпиады Людмила Бикташева осталась в основном составе российской национальной сборной и продолжила принимать участие в крупнейших международных стартах. Так, в 2001 году на чемпионате России в Туле она обогнала всех своих соперниц на десяти тысячах метрах, вошла в десятку на чемпионате мира в Эдмонтоне, стала тринадцатой на чемпионате мира по полумарафону в Бристоле, финишировала четвёртой на Играх доброй воли в Брисбене. В следующем сезоне на всероссийском первенстве в Чебоксарах вновь была лучшей в беге на 10 000 метров, а на последовавшем чемпионате Европы в Мюнхене завоевала в этой дисциплине бронзовую медаль и установила личный рекорд 31:04,00 — на финише её обошли только британка Пола Рэдклифф и ирландка Соня О’Салливан.
В 2003 году отметилась победой в командном первенстве на чемпионате мира по полумарафону в португальском городе Виламуре, тогда как в личном зачёте пришла к финишу седьмой. Вынуждена была пропустить несколько сезонов из-за серьёзной травмы, в 2006 году вернулась в большой спорт и одержала победу в пятимильном забеге Сelebrate Westlake в США. В 2008 году пробовала силы на мировом первенстве по полумарафону в Рио-де-Жанейро, на финише оказалась двадцатой. В 2011 году установила личный рекорд в марафоне 2:29:57.